# Andropterum
Andropterum là một chi thực vật có hoa trong họ Hòa thảo (Poaceae).

## Loài
Chi Andropterum gồm các loài: